# Saïd Yaktine
 (août 2008).
Si vous disposez d'ouvrages ou d'articles de référence ou si vous connaissez des sites web de qualité traitant du thème abordé ici, merci de compléter l'article en donnant les références utiles à sa vérifiabilité et en les liant à la section « Notes et références ».
Saïd Yaktine (en arabe سعيد يقطين), né à Casablanca au Maroc le 8 mai 1955, est un  professeur d'enseignement supérieur, au département langue et littérature arabes, à la faculté des lettres et sciences humaines de Rabat. Il est aussi critique littéraire et narratologue et a écrit plusieurs ouvrages en arabe sur le roman, le récit populaire, la culture arabe et l'hypertexte.

## Publications
- Lecture et expérience : sur le nouveau roman marocain, Dar althaqafa, Casablanca, 1985 (318 pages)
- Analyse du discours du  roman : temps, modes, focalisation, Centre culturel arabe, Beirout/Casablanca, 1989, 3e édition, 1997 (391 pages)
- Ouverture du texte romanesque : texte et contexte, Centre culturel arabe, Beirout/Casablanca, 1989, 2e édition, 2001 (160  pages)
- Roman et récit arabe : pour une nouvelle vision du patrimoine arabe, Centre culturel arabe, Beirout/Casablanca, 1992 (156 pages)
- Thesaurus des merveilles arabes : Siret Saïf ben Diyazan, Centre culturel arabe, Beirout/Casablanca, 1994 (280 pages)
- Parole et alkhabar (récit) : introduction au récit arabe, Centre culturel arabe, Beirout/Casablanca, 1997 (186 pages)
- Le narrateur disait : structures narratives dans les gestes arabes populaires, Centre culturel arabe, Beirout/Casablanca, 1997 (343 pages)
- Littérature et institution : pour une nouvelle pratique de la littérature, Maison Al zamen, Rabat, 2000 (154 pages)
- Littérature, institution, et pouvoir, Centre culturel arabe, Beirout/Casablanca, 2002.
- La critique arabe contemporaine : nouvelles perspectives, en collaboration avec Fayçal Darraj, Dar El Fikr, Damas, 2003, (220 pages)
- Du texte à l’hypertexte : pour une esthétique de la création interactive, Centre culturel arabe, Beirout/Casablanca, 2004
- L'hypertexte et le devenir de la culture arabe : pour une écriture numérique arabe, Centre culturel arabe, Beirout/Casablanca, 2008